# Aloysius Pendergast
Aloysius Xingú Leng Pendergast è un personaggio creato dagli autori Douglas Preston e Lincoln Child. Appare per la prima volta come personaggio non protagonista in Relic, e nel suo seguito Reliquary, per poi diventare il protagonista della serie in La stanza degli orrori.
Pendergast lavora come agente all'FBI. Ha una personalità unica, misteriosa, una cultura formidabile e uno sviluppato senso per investigare sui serial killer. Lavora nel dipartimento di New Orleans, Louisiana, anche se non rinuncia ad uscire da questi confini giurisdizionali per investigare e portare a termine i suoi casi.
Ha un fratello sadico e psicopatico, geniale nei crimini quanto il fratello nell'investigazione. 

## Personaggio
Pendergast proviene da una ricca famiglia di New Orleans, status che si manifesta anche negli oggetti che utilizza quotidianamente: possiede una Rolls-Royce Silver Wraith del '59 che non guida quasi mai personalmente; il suo autista e assistente personale è un misterioso uomo chiamato Proctor. Veste solo abiti di sartoria italiana e scarpe fatte a mano da John Lobb a Londra.
È vedovo di Helen Esterhazy, della cui storia e morte si viene a sapere nella trilogia di libri dedicati (L'isola della follia, La mano tagliata e Due tombe), ed è padre di due gemelli, Alban e Tristram Pendergast.
Pratica alcune discipline di filosofia orientale, ma è anche appassionato di caccia grossa. L'arma che utilizza di più è una Les Baer calibro 45 modello M1911; in Relic possiede un revolver a doppia azione Colt Anaconda in calibro .45 Colt.
Pendergast ha un appartamento al Dakota a New York, ma possiede anche una residenza di famiglia chiamata Penumbra Plantation nella sua città di origine. In seguito prenderà una casa nel quartiere Harlem, sull'isola di Manhattan.
Nonostante il suo scrupoloso metodo scientifico, Pendergast possiede una sorta di talismano, che consiste nello stemma della famiglia Pendergast, modificato: un occhio senza palpebra sopra a due lune, una nuova e una piena, e una fenice.
Pendergast e la sua famiglia di origine sono caratterizzati da un alone di mistero e segretezza che li circonda impossibile da penetrare, oltre che dall'apparente presenza di una tara genetica che favorisce nei membri di famiglia la propensione ai crimini violenti: la prozia Cornelia infatti viene rinchiusa in un manicomio perché ha avvelenato alcuni famigliari; il fratello di Aloysius, Diogenes, è un serial killer, così come lo è il figlio Alban.
Pendergast è anche tutore di Constance Greene, una giovane misteriosa che si scoprirà (nel libro Due tombe) essere nata nel XIX secolo ed essere stata vittima degli esperimenti medici del prozio di Aloysius, coronati da successo, volti a creare l'elisir di lunga vita.